# Uwe Dühring
Uwe Dühring (født 23. november 1955 i Østberlin) er en tysk tidligere roer og olympisk guldvinder.

## Karriere
Dührings første store internationale resultat opnåede han, da han var med til at vinde junior-VM i otter for DDR i 1972. Året efter var han skiftet til firer med styrmand og vandt også i denne båd junior-VM. Som seniorroer kom han med i den østtyske otter i 1978 og var med til at blive verdensmester dette år.
Ved OL 1980 i Moskva var han igen med i otteren og roede sammen med Bernd Krauß, Hans-Peter Koppe, Ulrich Kons, Jörg Friedrich, Ulrich Karnatz, Jens Doberschütz, Bernd Höing og styrmand Klaus-Dieter Ludwig. Denne besætning vandt først sit indledende heat, og i finalen sikrede de sig guldet næsten tre sekunder foran Storbritannien på andenpladsen, mens Sovjetunionen fulgte efter på bronzepladsen.

### Videre karriere
Dühring blev senere ansat i sin hjemklub, SC Dynamo Berlin, og efter den tyske genforening kom han til at arbejde i et alment boligselskab.

## OL-medaljer
- 1980:  Guld i otter